# Laska (Spiel)

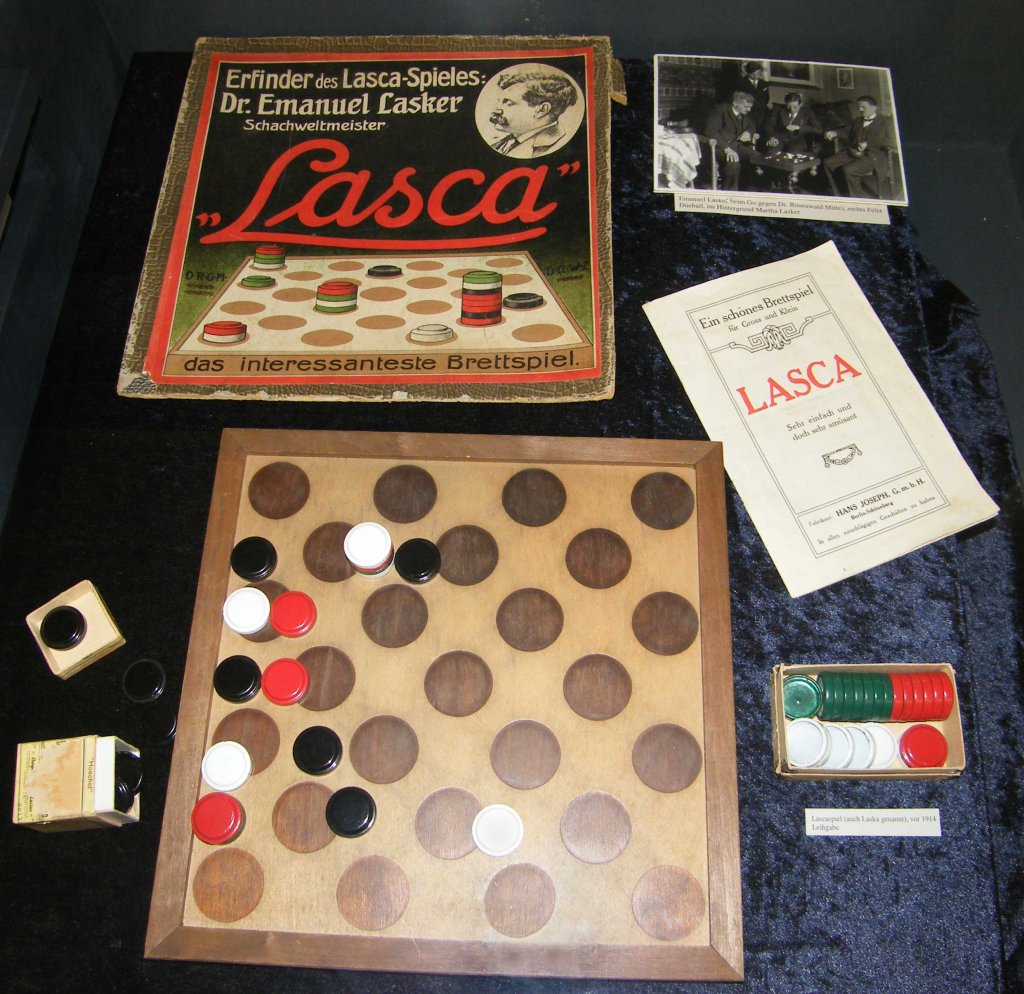
Laska-Spielset

Laska (auch Lasca) ist ein von dem deutschen Schachweltmeister Emanuel Lasker erfundenes Brettspiel für zwei Personen.

## Entstehung
Lasker entwickelte das Spiel 1911 aus dem englischen Damespiel und einer Variante des russischen Damespiels (Baschni). Sein Ziel war es, den im englischen Damespiel häufig vorkommenden unentschiedenen Spielausgang (Remis) zu vermeiden und abwechslungsreiche Spielabläufe zu ermöglichen.
Ein Plagiat des Spiels wurde 1919 in den USA unter dem Namen Stax auf den Markt gebracht.

## Spielregeln

Ausgangsstellung

Laska wird auf einem Brett mit 25 Feldern in 7 Reihen gespielt. Es kann auch auf den dunklen Feldern eines Schachbretts (auf 7 × 7 Feldern) gespielt werden. Die Reihen haben abwechselnd 4 und 3 Felder.
Jede Partei hat 11 gleichartige, flache Spielsteine (weiß bzw. schwarz), die zu Beginn des Spiels auf den jeweils ersten 3 Reihen platziert sind. Die mittlere Reihe bleibt zunächst frei.
Die beiden Spieler ziehen immer abwechselnd. Die Gangart der Steine ist wie beim Damespiel: ein Feld vorwärts in diagonaler Richtung. Gegnerische Steine können (und müssen) übersprungen werden, wenn sie diagonal vor einem eigenen Stein stehen und das dahinterliegende Feld frei ist. Mehrfachsprünge sind, falls möglich, Pflicht, doch es muss nicht unbedingt der Zug gewählt werden, bei dem die meisten gegnerischen Steine übersprungen werden. Erreicht ein Stein die gegnerische Grundreihe, wird er zum Offizier befördert, was durch Austausch des betreffenden Steines durch einen andersfarbigen Stein gekennzeichnet wird. Offiziere können sowohl vorwärts als auch rückwärts ziehen, aber auch nur jeweils ein Feld diagonal.
Anders als beim Damespiel werden übersprungene Steine des Gegners nicht vom Brett entfernt, sondern "versklavt", das heißt unter den überspringenden Stein gesetzt. So entstehen im Laufe des Spiels Türme unterschiedlicher Höhe. Sie gehören dem Spieler, dem die Farbe des obersten Steins gehört. Wird ein Turm seinerseits übersprungen, wird nur sein oberster Stein versklavt. Der Rest des Turms bleibt stehen und wechselt möglicherweise den Besitzer.
Ziel des Spieles ist es, dem Gegner alle Steine zu nehmen oder ihn bewegungsunfähig zu machen.